# Toute la ville en parle... Eddy est formidable
Albums de Eddy Mitchell
Panorama
(1964) Du rock 'n' roll au rhythm 'n' blues
(1965)
Singles
1. Toujours un coin qui me rappelle
Sortie : Décembre 1964
2. Everything All Right
Sortie : Février 1965

Toute la ville en parle... Eddy est formidable est le quatrième album studio d'Eddy Mitchell sorti en octobre 1964.

## Histoire
Parut en octobre 1964, l'album Toute la ville en parle... est, comme les deux précédents, enregistré à Londres avec les musiciens du London All Stars.
C'est le premier album où les compositions originales, avec des textes signés Claude Moine, prennent autant de place que les adaptations de chansons étrangères. Celles-ci délaissent le pur rock 'n' roll pour s'intéresser à la musique soul et au rhythm and blues, avec notamment trois reprises de Ray Charles.
Eddy obtient un franc succès avec la chanson Toujours un coin qui me rappelle (adaptée de (There's) Always Something There to Remind Me de Burt Bacharach et Hal David), éditée en 45 tours en décembre.

## Liste des titres
| No  | Titre                                                                            | Paroles                      | Musique                                 | Durée |
| --- | -------------------------------------------------------------------------------- | ---------------------------- | --------------------------------------- | ----- |
| 1.  | Fauché                                                                           | Claude Moine (adaptation)    | Harlan Howald                           | 2:55  |
| 2.  | Il faut croire (Sticks and Stones (Titus Turner song) (en))                      | Claude Moine (adaptation)    | Titus Turner (en)                       | 1:58  |
| 3.  | J'ai tout perdu (Not For Me)                                                     | Claude Moine (adaptation)    | Bobby Darin                             | 2:25  |
| 4.  | Juste un regard (Just One Look)                                                  | Michèle Vendôme (adaptation) | Gregory Carroll, Doris Payne            | 2:19  |
| 5.  | Qui l'a rendu fou ? (Lonely Avenue)                                              | Claude Moine (adaptation)    | Doc Pomus                               | 2:47  |
| 6.  | Everything All Right (adaptation française de Everything's All Right)            | Claude Moine (adaptation)    | Crouch, Karlson, Konrad, James, Stavely | 2:32  |
| 7.  | Je défendrai mon amour (You'Il Only Start Me Cryin' Again)                       | André Salvet (adaptation)    | Mort Shuman, Clive Westlake (en)        | 2:46  |
| 8.  | Le générique                                                                     | Claude Moine                 | Mort Shuman                             | 2:53  |
| 9.  | Mais pas pour moi                                                                | Jack Arel                    | Daniel Hortis                           | 2:37  |
| 10. | Trois jours avec toi                                                             | Pierre Saka                  | Jean-Pierre Bourtayre                   | 2:30  |
| 11. | Johnny merci                                                                     | Claude Moine                 | Mort Shuman                             | 2:31  |
| 12. | Toujours un coin qui me rappelle ((There's) Always Something There to Remind Me) | Ralph Bernet (adaptation)    | Hal David, Burt Bacharach               | 3:23  |

## Crédits
- Orchestre : London All Stars + 10[2]
- Direction d'orchestre et arrangements : Jean Bouchéty[6]
- Photographie : Patrick Bertrand[6]

## Singles
Deux super 45 tours (4 titres) sont extraits de cet album :
- Décembre 1964 (Barclay 70687) :

1. Toujours un coin qui me rappelle (Always Something There to Remind Me)
2. Je défendrai mon amour (You'Il Only Start Me Cryin' Again)
3. Fauché (Busted)
4. J'ai tout perdu (Not for Me)

- Février 1965 (Barclay 70746) :

1. Everything All Right (Everything's All Right)
2. Mais pas pour moi
3. Johnny merci
4. Le générique